# Hành chính Đàng Trong thời Lê trung hưng
Hành chính Đàng Trong thời Lê trung hưng phản ánh bộ máy chính quyền từ trung ương đến địa phương ở Đàng Trong - miền Đại Việt từ sông Gianh trở vào, thuộc quyền cai quản của các chúa Nguyễn trong lịch sử Việt Nam.
Bộ máy chính quyền có những thay đổi cơ bản, từ một chính quyền địa phương lệ thuộc vào chính quyền ở Thăng Long của vua Lê chúa Trịnh đã trở thành một chính quyền nhà nước độc lập, có bộ máy quan chức cồng kềnh theo phiên chế riêng của các chúa Nguyễn. Tổ chức hành chính của chúa Nguyễn phát triển dần dần theo quá trình diễn biến cuộc chiến Trịnh-Nguyễn và tương quan lực lượng giữa họ Nguyễn với họ Trịnh. Nhìn chung, bộ máy chính quyền họ Nguyễn ở Đàng Trong được đánh giá là mang tính trung ương tập quyền chưa cao.

## Chính quyền trung ương

### Từ 1558 - 1613
Trong 56 năm Nguyễn Hoàng cai quản vùng Thuận - Quảng (1558-1613), thể chế chính quyền đều tuân theo sự cắt đặt của họ Trịnh nhân danh nhà Hậu Lê.
Từ khi chiếm được Thuận Hóa từ tay nhà Mạc, nhà Lê đặt Tam ty (Đô ty, Thừa ty, Hiến ty) và phủ, huyện ở đây để cai trị.

### Từ 1614 - 1743
Nguyễn Phúc Nguyên lên thay Nguyễn Hoàng (1613) cho cải tổ lại bộ máy theo phiên chế của họ Nguyễn, bắt đầu ly khai chính quyền Lê Trịnh.
Trị sở chính quyền đóng tại Chính dinh. Ba ty do nhà Lê đặt ra bị hủy bỏ, thay vào đó là 3 ty: Xá sai, Tướng thần lại và Lệnh sử.
- Xá sai coi việc văn án, do Đô tri và Ký lục đứng đầu
- Tướng thần lại coi việc trưng thu thuế thóc, phát cấp quân lương, do Cai bạ đứng đầu
- Lệnh sử coi việc tế tự, lễ tiết do Nha úy đứng đầu.

Ngoài 3 ty, tại Chính dinh còn đặt thêm 1 ty nữa là Nội lệnh sử kiêm coi các thứ thuế, gồm Tả lệnh sử và Hữu lệnh sử cùng nhau thu thuế thân ở QuảngNam và Thuận Hóa nộp cho chúa Nguyễn.
Ngoài các ty trên còn có Lệnh sử đồ gia chuyên coi việc thu, cấp phát đồng, sắt, ngà voi, khí giới; sửa sang công đường, nhà cửa...
Từ năm 1638, Nguyễn Phúc Lan đặt thêm chức Tứ trụ đại thần gồm Nội tả, Ngoại tả, Nội hữu, Ngoại hữu là những chức quan cao cấp trong chính quyền trung ương, chỉ dùng người thân tín và các tướng có công lớn và các chức vụ này.

### Từ 1744
Năm 1744, Nguyễn Phúc Khoát xưng vương, chính thức xây dựng Đàng Trong trở thành quốc gia độc lập với Đàng Ngoài. Ông tổ chức lại bộ máy chính quyền Đàng Trong.
Trước tiên, Phúc Khoát đổi ba ty thành Lục bộ; đổi Ký lục làm Lại bộ, Nha úy làm Lễ bộ, Cai bạ phó đoán sự làm Hộ bộ, Đô tri làm Hình bộ, và đặt thêm Công bộ, Binh bộ; đổi Văn chức làm Hàn lâm viện. Nguyễn Phúc Khoát đúc ấn "quốc vương" thay cho các ấn "Thái phó quốc công" và "Tổng trấn tướng quân" của các đời trước.

## Chính quyền địa phương
Tổ chức chính quyền địa phương Đàng Trong ngày càng được củng cố và đặt thêm những đơn vị hành chính mới, theo sự mở rộng lãnh thổ của Đàng Trong về phía nam.

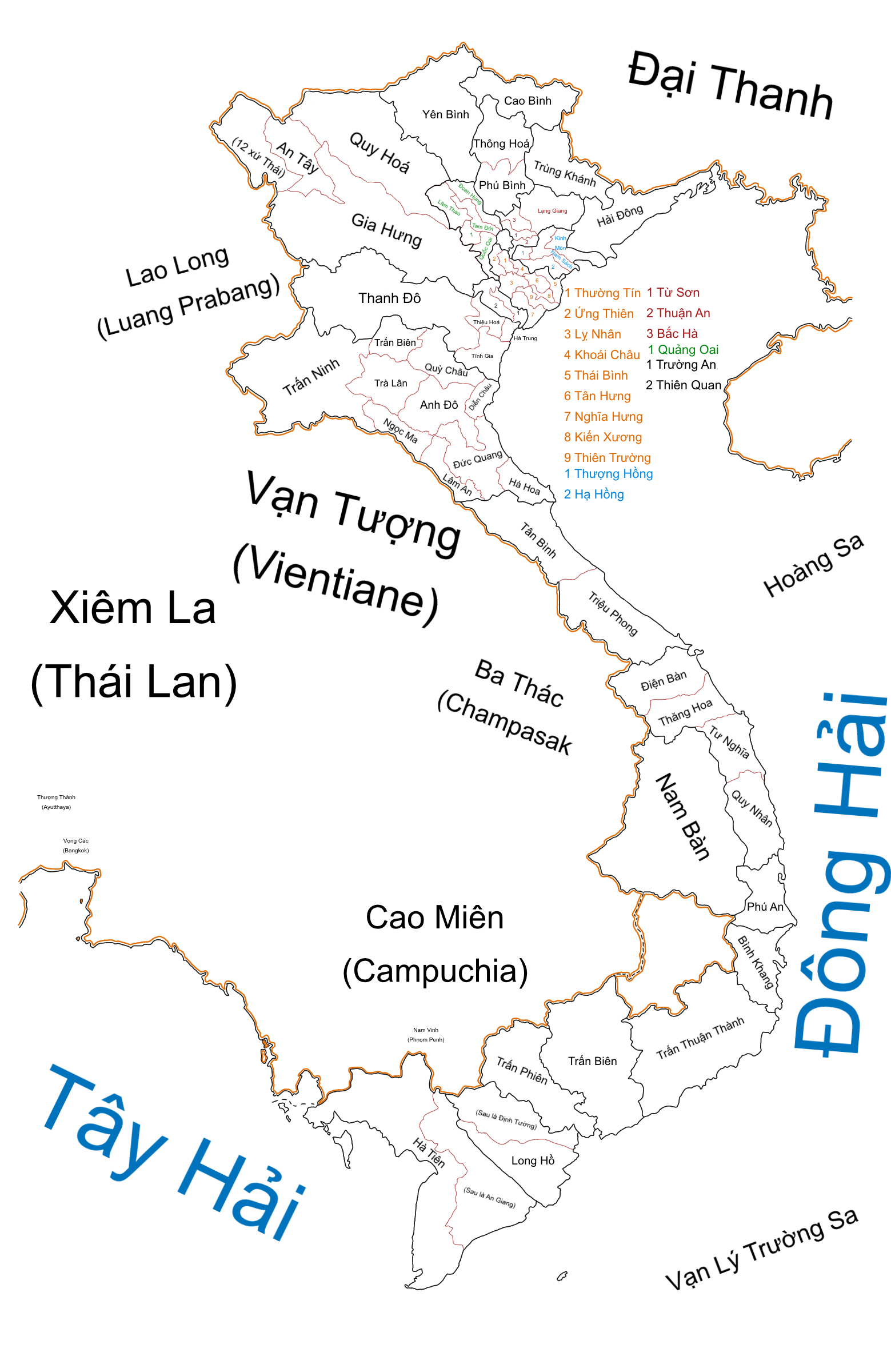
Đại Việt hành chính ở Bắc và Nam Hà

### Các dinh, trấn
Đến giữa thế kỷ 18, khi Nguyễn Phúc Khoát xưng vương, họ Nguyễn đã làm chủ vùng lãnh thổ từ Hoành Sơn đến Cà Mau hiện nay. Toàn bộ lãnh thổ Đàng Trong được chia thành 12 dinh và 1 trấn.
Từ khi Phú Xuân trở thành trị sở chính của chính quyền trung ương và gọi là Chính dinh, đô cũ Ái Tử gọi là Cựu dinh. Vùng Thuận Quảng cũ gồm các dinh: 
- Chánh dinh (Phú Xuân)
- Cựu dinh (Ái Tử)
- Dinh Bố Chánh (dinh Ngói)
- Dinh Quảng Bình (dinh Trạm)
- Dinh Lưu Đồn (dinh Mười)
- Dinh Quảng Nam (dinh Chiêm)

Vùng đất Nam Trung Bộ và Nam Bộ sau này mở được đặt thành 6 dinh là:
- Phú Yên
- Bình Khang
- Bình Thuận
- Trấn Biên
- Phiên Trấn (Gia Định)
- Long Hồ (Vĩnh Long)

Việc cắt đặt quan lại tại các dinh chưa thống nhất chặt chẽ. Quan lại đứng đầu các trấn là Trấn thủ, Cai bạ và Ký lục. Dưới 3 người này có 1, 2 hoặc 3 trong các cơ quan Xá sai, Tướng thần lại và Lệnh sử. Đội ngũ nhân viên dưới các ty cũng không thống nhất về số lượng.
Mỗi dinh quản hạt 1 phủ, riêng dinh Quảng Nam có 3 phủ: Thăng Hoa, Quảng Ngãi và Quy Nhơn, dinh Bình Khang có hai phủ Thái Khang và Diên Ninh. Hà Tiên được đặt thành trấn độc lập (không gọi là dinh) do Đô đốc đứng đầu.

### Các đơn vị cấp dưới
Dưới Dinh là cấp phủ. Đứng đầu phủ là Tri phủ, bên dưới giúp việc là Phủ lại. Dưới phủ là huyện, đứng đầu là Tri huyện, có Đề lại giúp việc.
Dưới huyện là tổng và xã. Chức quan quản lý xã là Tướng thần và xã trưởng. Tùy theo quy mô, xã dưới 400 người thì đặt 8 xã trưởng và tướng thần, xã từ 400-1000 người đặt 18 xã trưởng và tướng thần; xã nhỏ chỉ có 70 người chỉ đặt 1 xã trưởng và tướng thần.
Nơi miền núi và ven biển được đặt đơn vị "thuộc". Thuộc gồm có phường, thôn, man, nậu rải rác hợp lại, có các quan đứng đầu gọi là tri, áp.
Nét riêng biệt của bộ máy hành chính địa phương Đàng Trong là chức quan Bản đường quan chuyên làm nhiệm vụ thu thuế từ huyện trở xuống, không liên quan đến đội ngũ quan lại địa phương. Việc đặt thêm Bản đường quan được các sử gia đánh giá là làm cho bộ máy thêm cồng kềnh và hà khắc, đục khoét dân chúng. Số lượng quan lại quá nhiều, kể cả các xã trưởng và thần tướng ở các xã khiến cho nhân dân hay bị sách nhiễu.